# Grand Prix Itálie 2000
Grand Prix Itálie
 LXXI Gran Premio Campari d'Italia
- 10. září 2000
- Okruh Monza
- 53 kol x 5,770 km = 305,810 km
- 660. Grand Prix
- 41. vítězství Michaela Schumachera
- 132. vítězství pro Ferrari

## Výsledky
| Pozice | Jezdec                | Vůz             | Čas         |
| ------ | --------------------- | --------------- | ----------- |
| 1      | Michael Schumacher    | Ferrari F1-2000 | 1:27'31.638 |
| 2      | Mika Häkkinen         | McLaren MP4/15  | á 0:03:810  |
| 3      | Ralf Schumacher       | Williams FW22   | á 0:52:432  |
| 4      | Jos Verstappen        | Arrows A21      | á 0:59:938  |
| 5      | Alexander Wurz        | Benetton B200   | á 1:07:426  |
| 6      | Ricardo Zonta         | BAR 002         | á 1:09:293  |
| 7      | Mika Salo             | Sauber C19      | á 1 kolo    |
| 8      | Pedro Diniz           | Sauber C19      | á 1 kolo    |
| 9      | Marc Gené             | Minardi M02     | á 1 kolo    |
| 10     | Gaston Mazzacane      | Minardi M02     | á 1 kolo    |
| 11     | Giancarlo Fisichella  | Benetton B200   | á 1 kolo    |
| 12     | Jean Alesi            | Prost AP03      | á 2 kola    |
| Kolo   | Odstoupili            | -               | -           |
| 15     | Nick Heidfeld         | Prost AP03      | Mimo trať   |
| 14     | Jacques Villeneuve    | BAR 002         | Elektronika |
| 10     | Jenson Button         | Williams FW22   | Mimo trať   |
| 1      | Johnny Herbert        | Jaguar R1       | Mimo trať   |
| 0      | David Coulthard       | McLaren MP4/15  | Kolize      |
| 0      | Heinz-Harald Frentzen | Jordan EJ10     | Kolize      |
| 0      | Eddie Irvine          | Jaguar R1       | Kolize      |
| 0      | Pedro de la Rosa      | Arrows A21      | Kolize      |
| 0      | Rubens Barrichello    | Ferrari F1-2000 | Kolize      |
| 0      | Jarno Trulli          | Jordan EJ10     | Kolize      |

### Nejrychlejší kolo
- Mika Häkkinen McLaren MP4/15 1'25595 – 242,678 km/h

### Vedení v závodě
- 1-39 kolo Michael Schumacher
- 40-42 kolo Mika Häkkinen
- 43-53 kolo Michael Schumacher

## Postavení na startu
| 1. řada  | 1                                      | 2                                     |
|          | Michael Schumacher Ferrari 1'23.770    | Rubens Barrichello Ferrari 1'23.797   |
| 2. řada  | 3                                      | 4                                     |
|          | Mika Häkkinen McLaren 1'23.967         | Jacques Villeneuve BAR 1'24.238       |
| 3. řada  | 5                                      | 6                                     |
|          | David Coulthard McLaren 1'24.290       | Jarno Trulli Jordan 1'24.477          |
| 4. řada  | 7                                      | 8                                     |
|          | Ralf Schumacher Williams 1'24.516      | Heinz Harald Frentzen Jordan 1'24.786 |
| 5. řada  | 9                                      | 10                                    |
|          | Giancarlo Fisichella Benetton 1'24.789 | Pedro de la Rosa Arrows 1'24.814      |
| 6. řada  | 11                                     | 12                                    |
|          | Jos Verstappen Arrows 1'24.820         | Jenson Button Williams 1'24.907       |
| 7. řada  | 13                                     | 14                                    |
|          | Alexander Wurz Benetton 1'25.150       | Eddie Irvine Jaguar 1'25.251          |
| 8. řada  | 15                                     | 16                                    |
|          | Mika Salo Sauber 1'25.322              | Pedro Diniz Sauber 1'25.324           |
| 9. řada  | 17                                     | 18                                    |
|          | Ricardo Zonta BAR 1'25.337             | Johnny Herbert Jaguar 1'25.388        |
| 10. řada | 19                                     | 20                                    |
|          | Jean Alesi Prost 1'25.558              | Nick Heidfeld Prost 1'25.625          |
| 11. řada | 21                                     | 22                                    |
|          | Marc Gené Minardi 1'26.336             | Gaston Mazzacane Minardi 1'27.360     |
| -------- | -------------------------------------- | ------------------------------------- |

- 107 % = 1'29"634

## Zajímavosti
- Mika Häkkinen zajel své 20 nejrychlejší kolo

| Pole position      | Vítězství          | Nejrychlejší kolo |
| Německo            | Německo            | Finsko            |
| Michael Schumacher | Michael Schumacher | Mika Häkkinen     |
| Ferrari F1-2000    | Ferrari F1-2000    | McLaren MP4/15    |
| 1'23.770           | 1:27'31.638        | 1'25.595          |
| 247.965 km/h       | 209.633 km/h       | 242.678 km/h      |
| ------------------ | ------------------ | ----------------- |

## Stav MS
- Zelená - vzestup
- Červená - pokles

| *  | Jezdec                | Body |
| -- | --------------------- | ---- |
| 1  | Mika Häkkinen         | 80   |
| 2  | Michael Schumacher    | 78   |
| 3  | David Coulthard       | 61   |
| 4  | Rubens Barrichello    | 49   |
| 5  | Ralf Schumacher       | 24   |
| 6  | Giancarlo Fisichella  | 18   |
| 7  | Jacques Villeneuve    | 11   |
| 8  | Jenson Button         | 10   |
| 9  | Heinz-Harald Frentzen | 7    |
| 10 | Jarno Trulli          | 6    |
| 11 | Mika Salo             | 6    |
| 12 | Jos Verstappen        | 5    |
| 13 | Eddie Irvine          | 3    |
| 14 | Pedro de la Rosa      | 2    |
| 15 | Ricardo Zonta         | 2    |
| 16 | Alexander Wurz        | 2    |

| * | Vůz      | Body |
| - | -------- | ---- |
| 1 | McLaren  | 131  |
| 2 | Ferrari  | 127  |
| 3 | Williams | 34   |
| 4 | Benetton | 20   |
| 5 | Jordan   | 13   |
| 6 | BAR      | 13   |
| 7 | Arrows   | 7    |
| 8 | Sauber   | 6    |
| 9 | Jaguar   | 3    |

| * | Jezdec         | Body |
| - | -------------- | ---- |
| 1 | Německo        | 109  |
| 2 | Finsko         | 86   |
| 3 | Velká Británie | 74   |
| 4 | Brazílie       | 51   |
| 5 | Itálie         | 24   |
| 6 | Kanada         | 11   |
| 7 | Nizozemsko     | 5    |
| 8 | Španělsko      | 2    |
| 9 | Rakousko       | 2    |